# Società Dante Alighieri
La Società Dante Alighieri (en français : Société Dante-Alighieri) est une institution culturelle italienne d'apprentissage de la langue et de promotion de la culture italienne. Son siège central se trouve dans le palazzo Firenze à Rome.

## Historique
Fondée en 1889 par le poète et écrivain Giosuè Carducci, elle tient son nom de Dante Alighieri considéré comme le père de la langue italienne.

## Objectifs
Les objectifs de la Société Dante Alighieri sont similaires à ceux de l'Alliance française ou de l'Institut Goethe. Elle possède environ 500 comités au total dont 400 situés à l'étranger.

## Honneur
L'astéroïde (348239) Societadante est nommé en son honneur.